# آلبانی (روستا)، ورمانت

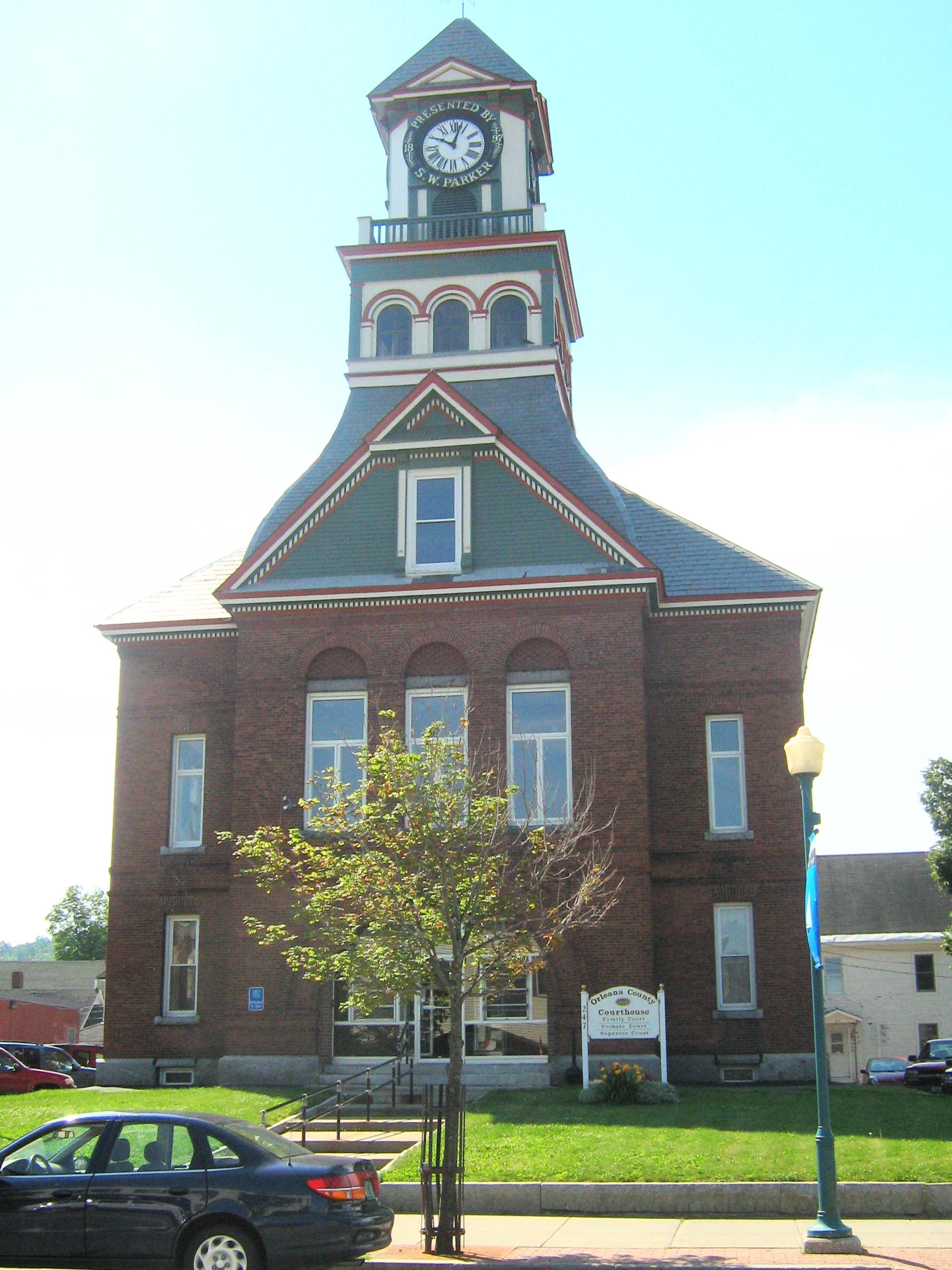
نمایی از ساختمان اداری مجتمع دادگاه و زندان شهرستان ورمانت

البانی (روستا)، ورمانت (به انگلیسی: Albany (village), Vermont) یک سکونتگاه مسکونی در ایالات متحده آمریکا است که در البانی، ورمانت واقع شده‌است.

## خصوصیات
البانی ۴٫۰ کیلومترمربع مساحت و ۱۶۵ نفر جمعیت دارد و ۲۹۳ متر بالاتر از سطح دریا واقع شده‌است.